# Evecliptopera
Evecliptopera là một chi bướm đêm thuộc họ Geometridae.